# Песочное (Крым)
Песо́чное (до 1948 года Мескечи́; укр. Пісочне, крымскотат. Meskeçi, Мескечи) — село в Ленинском районе Республики Крым, входит в состав Останинского сельского поселения.

## Население
| 2001 | 2014 |
| ---- | ---- |
| 228  | ↘156 |

Всеукраинская перепись 2001 года показала следующее распределение по носителям языка
| Язык             | Процент |
| ---------------- | ------- |
| русский          | 75.88   |
| украинский       | 21.49   |
| крымскотатарский | 1.32    |
| другие           | 0.44    |

### Динамика численности
| - 1805 год — 139 чел. - 1864 год — 122 чел. - 1889 год — 95 чел. - 1892 год — 39 чел. - 1902 год — 78 чел. - 1915 год — 0/232 чел. | - 1926 год — 213 чел. - 1939 год — 361 чел. - 2001 год — 228 чел. - 2009 год — 162 чел. - 2014 год — 156 чел. |

## Современное состояние
На 2017 год в Песочном числится 5 улиц; на 2009 год, по данным сельсовета, село занимало площадь 64 гектаров на которой, в 145 дворах, проживало 162 человека. В 1967 году в селе установили памятный знак в честь основателей в 1927—1928 годах колхоза «1 Мая», ныне объект культурного наследия.

## География
Песочное расположено на севере района и Керченского полуострова, в 1,5 км от берега Казантипского залива Азовского моря, неподалеку от территории государственного орнитологического заказника Астанинские плавни, высота центра села над уровнем моря 2 м.
Находится примерно в 20 километрах (по шоссе) на северо-восток от районного центра Ленино, ближайшая железнодорожная станция Останино (на линии Джанкой — Керчь) — около 7 километров. Транспортное сообщение осуществляется по региональной автодороге 35Н-344 Песочное — до шоссе «граница с Украиной — Джанкой — Феодосия — Керчь» (по украинской классификации — С-0-10837).

## История
Первое документальное упоминание села встречается в Камеральном Описании Крыма… 1784 года, судя по которому, в последний период Крымского ханства Мечкиджи входил в Орта Керченский кадылык Кефинского каймаканства. После присоединения Крыма к России (8) 19 апреля 1783 года, (8) 19 февраля 1784 года, именным указом Екатерины II сенату, на территории бывшего Крымского Ханства была образована Таврическая область и деревня была приписана к Левкопольскому, а после ликвидации в 1787 году Левкопольского — к Феодосийскому уезду Таврической области. После Павловских реформ, с 1796 по 1802 год, входила в Акмечетский уезд Новороссийской губернии. По новому административному делению, после создания 8 (20) октября 1802 года Таврической губернии, Мескечи был включён в состав Кадыкелечинской волости Феодосийского уезда.
По Ведомости о числе селений, названиях оных, в них дворов… состоящих в Феодосийском уезде от 14 октября 1805 года , в деревне Мешкит числилось 13 дворов и 139 жителей. На военно-топографической карте генерал-майора Мухина 1817 года деревня Мешкечи обозначена с 13 дворами. После реформы волостного деления 1829 года Мескечи, согласно «Ведомости о казённых волостях Таврической губернии 1829 года», отнесли к Чалтемирской волости (переименованной из Кадыкелечинской). Видимо, вследствие эмиграции крымских татар в Турцию, деревня опустела и на карте 1842 года Мечкече обозначен условным знаком «малая деревня», то есть, менее 5 дворов.
В 1860-х годах, после земской реформы Александра II, деревню приписали к Сарайминской волости. Согласно «Списку населённых мест Таврической губернии по сведениям 1864 года», составленному по результатам VIII ревизии 1864 года, Мескечи — владельческая татарская деревня с 37 дворами, 122 жителями и мечетью близ морскаго берега. По обследованиям профессора А. Н. Козловского начала 1860-х годов, в селении колодцы были глубиной 1—5 саженей (от 2 до 10 м), но в большинстве из них (около трёх четвертей) вода была «дурного качества». На трёхверстовой карте Шуберта 1865—1876 года в деревне Мечкече обозначено 33 двора.
По «Памятной книге Таврической губернии 1889 года», по результатам Х ревизии 1887 года, в деревне Мечкечи, уже Петровской волости., числилось 15 дворов и 95 жителей. По «…Памятной книжке Таврической губернии на 1892 год» в Мескечи, входившем в Ташлыярское сельское общество, числилось 9 жителей в 2 домохозяйствах, а в безземельном Мескечи, не входившем в сельское общество — 30 жителей, домохозяйств не имеющих. По «…Памятной книжке Таврической губернии на 1902 год» в деревне Мескечи, входившей в Ташлыярское сельское общество, числилось 78 жителей в 10 домохозяйствах. По Статистическому справочнику Таврической губернии. Ч.II-я. Статистический очерк, выпуск пятый Феодосийский уезд, 1915 год, в деревне Мескечи-Кырк Петровской волости Феодосийского уезда числился 31 двор (все дворы с землёй) с русским населением в количестве 232 человек только «посторонних» жителей, из которых 118 мужчин и 114 женщин. Жители владели 1080 десятинами удобной земли. В хозяйствах имелось 198 лошадей, 266 волов, 96 коров и 1266 голов овец, свиней, или коз.
После установления в Крыму Советской власти, по постановлению Крымревкома, 25 декабря 1920 года был образован Керченский (степной) уезд, а, постановлением ревкома № 206 «Об изменении административных границ» от 8 января 1921 года была упразднена волостная система и село вошло в состав Петровского района Керченского уезда, а в 1922 году уезды получили название округов. 11 октября 1923 года, согласно постановлению ВЦИК, в административное деление Крымской АССР были внесены изменения, в результате которых округа были отменены, Керченский округ слили с Феодосийским, Петровский район упразднили, влив в Керченский район. Согласно Списку населённых пунктов Крымской АССР по Всесоюзной переписи 17 декабря 1926 года, в селе Мескечи, центре Мескечинского сельсовета Керченского района, числился 42 двора, из них 40 крестьянских, население составляло 213 человек (104 мужчины и 109 женщин). В национальном отношении учтено 22 русских и 191 украинец, действовала русская школа. Постановлением ВЦИК «О реорганизации сети районов Крымской АССР» от 30 октября 1930 года (по другим сведениям 15 сентября 1931 года) Керченский район упразднили и село включили в состав Ленинского. Видимо, в ходе той же реорганизации, был упразднён сельсовет, поскольку на 1940 год он уже не существовал. По данным всесоюзной переписи населения 1939 года в селе проживал 361 человек. На подробной карте РККА Керченского полуострова 1941 года в Мескечи обозначено 54 двора.

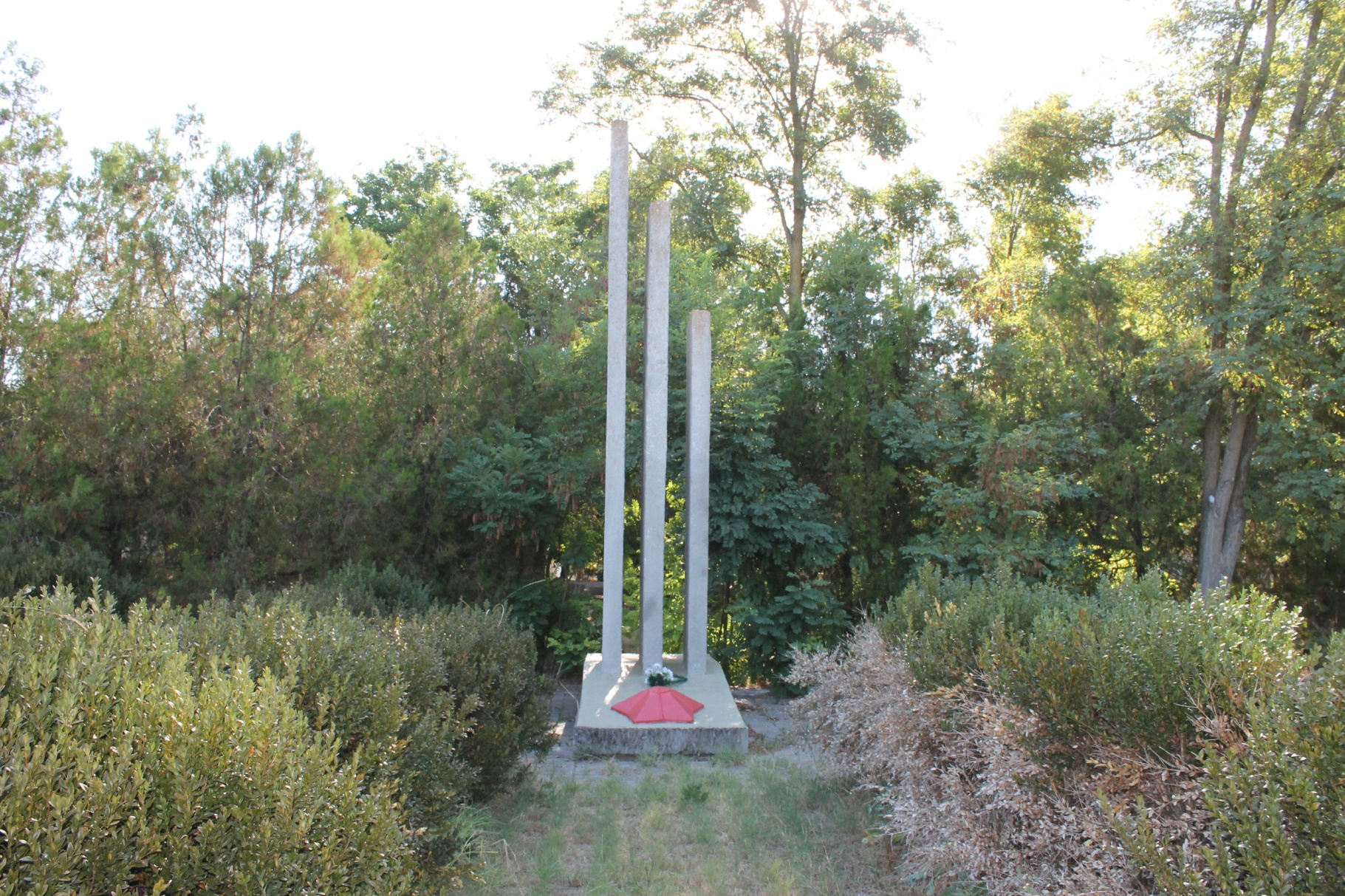
Братская могила в селе.

В годы Великой Отечественной войны, в ходе Керченско-Феодосийской десантной операции в 1942 года в районе Мескечи держали оборону части 51-й армии Крымского фронта. При освобождении Крыма в 1944 году здесь действовала Приморская армия. Погибших в этих боях 30 воинов похоронили в братской могиле. В 1949 году году на могиле установили памятник, в 1985 году заменённый на современный. Изначально были неизвестны фамилии 29 павших, в настоящее время все имена установлены, постановлением Совета министров Республики Крым № 627 от 20 декабря 2016 года отнесённый к категории объектов культурного наследия России. Постановлением Совета министров Республики Крым № 627 от 20 декабря 2016 года отнесённый к категории объектов культурного наследия России.
С 25 июня 1946 года Мескечи в составе Крымской области РСФСР. В 1944 году, после освобождения Крыма от фашистов, согласно
Постановлению ГКО № 5859 от 11 мая 1944 года, 18 мая крымские татары были депортированы в Среднюю Азию. Указом Президиума Верховного Совета РСФСР от 18 мая 1948 года, Мескечи переименовали в Песочное. 26 апреля 1954 года Крымская область была передана из состава РСФСР в состав УССР. Время включения в Астанинский сельсовет пока не установлено: на 15 июня 1960 года село уже числилось в его составе. В «Крымскотатарской энциклопедии» приводятся данные о 1019 жителях по переписи 1989 года, что не согласуется с другими данными. С 12 февраля 1991 года село в восстановленной Крымской АССР, 26 февраля 1992 года переименованной в Автономную Республику Крым. С 21 марта 2014 года в составе Крыма аннексировано Россией.